# Finnsburg-Fragment
Das Finnsburg-Fragment, auch Finnsburglied, ist ein nur bruchstückhaft erhaltenes, altenglisches Gedicht, das von einem heroischen Kampf handelt, in dem der Dänenprinz Hnæf und seine sechzig Gefolgsleute versuchen, die Burg des Friesenkönigs Finn vor übermächtigen Angreifern zu verteidigen. Nach den sprachwissenschaftlichen Studien der Germanisten und Mediävisten Felix Genzmer und Gerhard Eis ist der zeitliche und örtliche Ursprung im 8. Jahrhundert anzusetzen, dem nach Genzmer ein friesisches Urlied des 5. Jahrhunderts vorausgegangen sein könnte. Der erhaltene Textabschnitt ist sehr kurz und voller heute schwer verständlicher Andeutungen. Der Vergleich mit anderen Texten der altenglischen Literatur, insbesondere Beowulf, legt jedoch nahe, dass das Gedicht sich mit einem Konflikt zwischen Dänen und Friesen im Friesland der Völkerwanderungszeit befasst und die Angreifer die Friesen um Anführer Finn waren, die ihre dänischen Gäste attackierten.